# Ха-Цийонут ха-Датит
Ха-Цийонут ха-Датит (ивр. הציונות הדתית‎ — «Религиозный сионизм») — правый национально-религиозный избирательный список в Израиле и фракция в кнессете (2021—2022), выступающая за религиозный сионизм и «всю Землю Израиля». Список был создан 3 февраля 2021 года.
В преддверии выборов в Кнессет двадцать четвёртого созыва, список «Ха-Цийонут ха-Датит» был выбран в качестве собирательного названия для единого списка партий, отождествляемых с национальным религиозным движением. 
Список был избран в Кнессет 24-го созыва и представлял собой единую фракцию трех партий. Его возглавил председатель «Национального союза» Бецалель Смотрич. Председатель партии «Оцма Йехудит» Итамар Бен-Гвир занял третье место, а председатель партии Ноам Ави Маоз — шестое. Список получил 6 мандатов на выборах и вошел в Кнессет 24-го созыва. Один мандат был добавлен к нему с переходом из Ликуда Офира Софера, место которого в кнессете было зарезервировано председателем «Ликуда» Биньямином Нетаньяху после слияния трех партий. 
В преддверии выборов в Кнессет двадцать пятого созыва партии «Ноам» и «Оцма Йехудит» объявили, что будут баллотироваться отдельно. 26 августа 2022 года между Бецалелем Смотричем и Итамаром Бен-Гвиром было подписано соглашение при посредничестве председателя оппозиции Биньямина Нетаньяху о совместном баллотировании и партии «Ноам» и «Оцма Йехудит» вернулись в список. 

## История

### Выборы в Кнессет 24 созыва
Список был составлен 3 февраля 2021 года после того, как Бецалель Смотрич решил не продолжать баллотироваться в составе списка Ямина во главе с Нафтали Беннетом.